# Dia Internacional das Remessas Familiares
O Dia Internacional das Remessas Familiares é um dia celebrado anualmente em 16 de junho desde 2015, instituído pela Assembleia Geral das Nações Unidas (AGNU) em 12 de junho de 2018.

## Proclamação
As remessas são transferências de dinheiro que os trabalhadores migrantes enviam para suas famílias em seus países de origem. O Dia Internacional das Remessas Familiares (DIRF) foi oficialmente reconhecido em 12 de junho de 2018 pela Assembleia Geral das Nações Unidas, embora já tivesse sido proclamado pelo Fundo Internacional de Desenvolvimento Agrícola (FIDA) em 16 de fevereiro de 2015. O objetivo é destacar os benefícios da inclusão digital e financeira quando vinculados às remessas, auxiliando as famílias remetentes a atingir seus próprios Objetivos de Desenvolvimento Sustentável (ODS). Como ação de reforço, o FIDA está liderando a campanha de uma década “Remessas Familiares 2020–2030”, que visa maximizar o impacto das remessas no desenvolvimento sustentável, reduzindo os custos de transação e promovendo a inclusão financeira.

## Celebração
Esse dia é comemorado em 16 de junho de cada ano. Essa data foi escolhida para coincidir com o último dia do Fórum Global sobre Remessas, Investimento e Cúpula de Desenvolvimento, organizado pelo FIDA, pelo Escritório do Conselheiro Especial das Nações Unidas para a África e pelo Banco Mundial. Foi realizado pela primeira vez na Exposição Universal de 2015. Nas celebrações, são realizadas sessões temáticas com foco nos benefícios da inclusão digital e financeira vinculada às remessas.

## Temas
- 2015: Primeira comemoração[6]
- 2016: As remessas são a base de sustentação para milhões de pessoas pobres do mundo — vamos melhorá-las[7]
- 2017: Terceira celebração[8]
- 2018: Trabalhando para construir a prosperidade em casa[9]
- 2019: Apoiando um bilhão de pessoas a alcançar seus próprios Objetivos de Desenvolvimento Sustentável[10]
- 2020: Apoiar as famílias que recebem remessas para construir resiliência em tempos de crise[11]
- 2021: Recuperação e resiliência por meio da inclusão digital e financeira[12]
- 2022: Recuperação e resiliência por meio da inclusão[13]
- 2023: Remessas digitais para a promoção da inclusão financeira e redução de custos[14]
- 2024: Remessas digitais para a inclusão financeira e redução de custos[15]